# Primeiro Amor (canção)
"Primeiro Amor", também mencionada como "1º Amor", é uma canção da banda brasileira de rock cristão Rebanhão, contida em seu quarto álbum de estúdio, Novo Dia, lançado pela gravadora PolyGram em setembro de 1988.
Escrita pelo compositor Aurélio Rocha, a canção foi produzida por Paulo Debétio e tem arranjos assinados pelos integrantes do grupo, Carlinhos Felix, Pedro Braconnot e Paulo Marotta. Assim como o repertório do disco, a canção tem influências do pop rock e art rock. Carlinhos Felix é o responsável pelos vocais na versão original. A música foi executada nos shows imediatamente após o seu lançamento, e esteve presente regularmente nos setlists até a saída de Carlinhos Felix da banda, no final de 1991. Em 2017, a música chegou a ser apresentada na gravação do álbum ao vivo 35, mas acabou não entrando no CD/DVD.
"Primeiro Amor" se tornou um sucesso imediato na história da música evangélica brasileira, e foi regravada por vários artistas, dentre eles Aline Barros, Damares e Paulo César Baruk, competindo diretamente com "Palácios" o posto de música mais regravada do Rebanhão.
A canção foi remasterizada para a coletânea Grandes Momentos, lançada em 1988 pela Continental e relançada em 1994 pela Warner Music Brasil.

## Performances ao vivo
Na turnê do álbum Princípio, "Primeiro Amor" era executada exclusivamente por Pedro Braconnot no piano, com Carlinhos Felix fornecendo os vocais. Carlinhos manteve o estilo ao regravá-la no álbum Primeiro Amor - O Melhor de Carlinhos Felix, em 2011. Depois de sair do Rebanhão, ele ainda gravou outra versão para a canção no álbum Basta Querer (1993). A versão que seria utilizada pela banda para o álbum 35, em 2016, tratou-se de uma mescla da versão original da banda e da versão solo de Carlinhos Felix feita em 1993.

## Versões cover
- Carlinhos Felix: No álbum Basta Querer (1993)[5] e Primeiro Amor - O Melhor de Carlinhos Felix;[6]
- Marco Aurélio: No álbum Recordando (2000);
- Aline Barros: No álbum Fruto de Amor (2003);[7]
- Paulo César Baruk: No álbum Piano e Voz... Amigos e Pertences (2009);[8]
- Alex Gonzaga: No álbum Canções, Eternas Canções 3 (2011);[9]
- Paulo César Baruk: No álbum Piano e Voz... Amigos e Pertences (2009);[8]
- Cristiane Ferr: No álbum Pérolas – Voltando ao Primeiro Amor (2012);[10]
- Damares: Em performance no Sony Music Live (2016);[11]
- Arianne e Priscilla Alcantara: No álbum Como Cantavam Nossos Pais (2018).[12][13]
- Ministério Morada: No álbum Lembre-se 80's (2022);[14]

## Ficha técnica
Créditos adaptados do encarte do álbum:
Banda
- Carlinhos Felix - vocais, auxiliar de gravação
- Pedro Braconnot - teclado, sintetizadores
- Paulo Marotta - baixo
- Fernando Augusto - bateria

Músicos convidados
- Paulo Debétio - produção musical
- Maria Helena - coordenação de produção
- Zani Silva - direção executiva
- Ary Carvalhaes - técnico de gravação
- João Moreira - técnico de gravação
- Jairo Gualberto - técnico de gravação
- Luiz Cláudio Coutinho - técnico de gravação
- João Moreira - mixagem
- Charles - auxiliar de gravação
- Barroso - auxiliar de gravação